# Pietro Fabris (politico 1934)
Pietro Fabris (Bassano del Grappa, 16 novembre 1934 – Bassano del Grappa, 2 ottobre 2022) è stato un politico italiano.

## Biografia
Esponente della Democrazia Cristiana, diventa sindaco di Bassano del Grappa nel 1967, restando in carica fino al 1975. In tale anno diventa consigliere regionale del Veneto, venendo riconfermato anche alle elezioni del 1980 e del 1985, ricopre anche la carica di assessore regionale. Nel 1987 viene eletto senatore, confermando il proprio seggio anche nel 1992. Dopo lo scioglimento della Democrazia Cristiana confluisce nel Partito Popolare Italiano, con cui viene ricandidato al Senato nel 1994: non viene eletto, ma subentra a Palazzo Madama nel luglio 1995 dopo le dimissioni del collega Giuseppe Doppio (eletto presidente della provincia di Vicenza). Nel frattempo aveva lasciato il PPI per approdare nel CDU di Rocco Buttiglione. Conclude il proprio mandato parlamentare nel 1996.
Muore nell'ottobre del 2022 all'età di 87 anni.